# Onde o Fogo Não Apaga
Onde o Fogo Não Apaga é o 3⁰ álbum ao vivo da cantora brasileira Fernanda Brum, sendo seu décimo-sétimo projeto inédito. É o primeiro álbum da cantora a ter uma versão deluxe. Lançado em 13 de abril de 2023 pela Sony Music, o disco marca o retorno da cantora ao estilo congregacional, sua marca registrada desde o álbum Apenas um Toque, de 2004.
Produzido por Emerson Pinheiro, o álbum conta com as participações de Arianne, Marcos Freire e Pedro Henrique, respectivamente nas faixas "Tu És Deus", "Ouve, Oh Israel" e "Toca-me".

## Lançamento
O projeto é composto por 10 músicas inéditas, que vão do pop ao congregacional. As composições são assinadas por Emerson Pinheiro, Fernanda Brum, Dimael Kharrara, Art Aguilera, entre outros.
O single que deu abertura ao projeto foi "Onde o Fogo Não Apaga" lançado em Janeiro de 2022, seguido por "Há Liberdade (Hay Libertad)" e "Romanos 8:26".
A edição deluxe do álbum foi lançada em 28 de Julho de 2023, como uma surpresa para os fãs. Nesta edição, foram disponibilizadas versões inéditas em estúdio de 7 canções do álbum.
Em janeiro de 2024 após um ano de lançamento, o single "Onde o Fogo Não Apaga" recebeu a certificação de Disco de Ouro pela Pró-Musica Brasil.
Em setembro do mesmo ano recebeu em sua residência o Disco de Platina da canção "Onde o Fogo Não Apaga" por mais de 27 milhões de streams.

## Faixas do álbum
A seguir estão listadas as músicas de Onde o Fogo Não Apaga, todas as faixas possuem o vídeo oficial, disponibilizado no canal oficial de Fernanda Brum no Youtube.
| N.º            | Título                                | Compositor(es)                                     | Duração |  |
| 1.             | "Onde o Fogo Não Apaga"               | Dimael Kharrara                                    | 06:56   |  |
| 2.             | "Romanos 8:26"                        | Pr. Lucas, Jonatas Fonseca                         | 04:29   |  |
| 3.             | "Yeshua"                              | Dimael Kharrara                                    | 06:06   |  |
| 4.             | "Fazendo o Impossível"                | Dimael Kharrara                                    | 04:28   |  |
| 5.             | "Há Liberdade (Hay Libertad)"         | Art Aguilera                                       | 04:39   |  |
| 6.             | "Tu és Deus (com Arianne)"            | Emerson Pinheiro, Fernanda Brum, Livingston Farias | 07:00   |  |
| 7.             | "Fonte Inesgotável"                   | Dimael Kharrara                                    | 06:17   |  |
| 8.             | "Toca-me (com Pedro Henrique)"        | Luiz Arcanjo                                       | 03:51   |  |
| 9.             | "Ouve, oh Israel (com Marcos Freire)" | Emerson Pinheiro, Fernanda Brum, Livingston Farias | 07:55   |  |
| 10.            | "Para o Pai"                          | Fernanda Brum, Livingston Farias                   | 03:33   |  |
| Duração total: | Duração total:                        | Duração total:                                     | 55:17   |  |

## Faixas da Edição Deluxe
A seguir estão listadas as músicas de Onde o Fogo Não Apaga (Deluxe), todas as faixas possuem o vídeo oficial e pseudo videos, disponibilizado no canal oficial de Fernanda Brum no Youtube.
| N.º            | Título                                | Compositor(es)                                     | Duração |  |
| 1.             | "Onde o Fogo Não Apaga"               | Dimael Kharrara                                    | 06:56   |  |
| 2.             | "Romanos 8:26"                        | Pr. Lucas, Jonatas Fonseca                         | 04:29   |  |
| 3.             | "Yeshua"                              | Dimael Kharrara                                    | 06:06   |  |
| 4.             | "Fazendo o Impossível"                | Dimael Kharrara                                    | 04:28   |  |
| 5.             | "Há Liberdade (Hay Libertad)"         | Art Aguilera                                       | 04:39   |  |
| 6.             | "Tu és Deus (com Arianne)"            | Emerson Pinheiro, Fernanda Brum, Livingston Farias | 07:00   |  |
| 7.             | "Fonte Inesgotável"                   | Dimael Kharrara                                    | 06:17   |  |
| 8.             | "Toca-me (com Pedro Henrique)"        | Luiz Arcanjo                                       | 03:51   |  |
| 9.             | "Ouve, oh Israel (com Marcos Freire)" | Emerson Pinheiro, Fernanda Brum, Livingston Farias | 07:55   |  |
| 10.            | "Para o Pai"                          | Fernanda Brum, Livingston Farias                   | 03:33   |  |
| Duração total: | Duração total:                        | Duração total:                                     | 55:17   |  |

| Onde o Fogo Não Apaga — Disco 2 deluxe |                               |                                                    |         |  |
| N.º                                    | Título                        | Compositor(es)                                     | Duração |  |
| 11.                                    | "Onde O Fogo Não Apaga"       | Dimael Kharrara                                    | 5:31    |  |
| 12.                                    | "Yeshua"                      | Dimael Kharrara                                    | 4:27    |  |
| 13.                                    | "Romanos 8:26"                | Pr. Lucas, Jonatas Fonseca                         | 4:25    |  |
| 14.                                    | "Tu és Deus"                  | Emerson Pinheiro, Fernanda Brum, Livingston Farias | 5:13    |  |
| 15.                                    | "Toca-me"                     | Luiz Arcanjo                                       | 3:42    |  |
| 16.                                    | "Para o Pai"                  | Fernanda Brum, Livingston Farias                   | 3:18    |  |
| 17.                                    | "Há Liberdade (Hay Libertad)" | Art Aguilera                                       | 4:26    |  |
| Duração total:                         | Duração total:                | Duração total:                                     | 82:96   |  |

## Vídeos
| Música                      | Lançamento              |
| --------------------------- | ----------------------- |
| Onde o Fogo Não Apaga       | 13 de janeiro de 2023   |
| Há Liberdade (Hay Libertad) | 10 de fevereiro de 2023 |
| Romanos 8:26                | 3 de março de 2023      |
| Yeshua                      | 14 de abril de 2023     |
| Fazendo o Impossível        | 18 de abril de 2023     |
| Tu és Deus                  | 25 de abril de 2023     |
| Fonte Inesgotável           | 2 de maio de 2023       |
| Toca-me                     | 9 de maio de 2023       |
| Para o Pai                  | 23 de maio de 2023      |
| Ouve, oh Israel             | 24 de maio de 2023      |

Notas:
O vídeo de "Ouve, oh Israel" foi lançado originalmente no dia 16 de maio de 2023, porém devido a erros técnicos saiu do ar horas depois. Foi relançado no dia 24 de maio, sendo assim o último vídeo do álbum a ser disponibilizado.

## Ficha Técnica
Todo o processo de elaboração de "Onde o Fogo Não Apaga" atribui os seguintes créditos:
- Produção musical e arranjos: Emerson Pinheiro
- Pianos e teclados: Emerson Pinheiro e Rafael Moraes
- Guitarra: Duda Andrade
- Baixo: Dedy Coutinho
- Violão: Luciano Bill
- Bateria: JP

- Vocais: Alice Avlis, Fábio Martin, Luan Moura e Adiel Ferr
- Direção vocal: Dedy Coutinho
- Fonoaudióloga: Tati Barcellos

- Gravado ao vivo no áuditorio da Nova Igreja no Rio de Janeiro, no dia 23 de novembro de 2022
- Mixagem e masterização: Bernardo Fragale
- Produção de vídeo: LordBull Filmes
- Direção de vídeo: Rômulo Menescal e Vinicius Olivo

- Produção geral: Rebeca Kessler
- Fotos: Brunini
- Identidade visual e Artes: Leandro Filho
- Produção e gestão de conteúdo: Lucas Henrique e Kaio Coca
- Produção executiva: Sony Music
- Direção executiva e A&R: Karina Lotfi

## Históricos de lançamentos
| País  | Data                | Formato(s)                 | Versão | Gravadora | Ref.  |
| ----- | ------------------- | -------------------------- | ------ | --------- | ----- |
| Mundo | 13 de abril de 2023 | Download digital streaming | Padrão | Sony      | [ 1 ] |
| Mundo | 28 de julho de 2023 | Download digital streaming | Deluxe | Sony      | [ 2 ] |